# Стражевци
Стражевци (болг. Стражевци) — село в Болгарии. Находится в Кырджалийской области, входит в общину Кырджали. Население составляет 45 человек.

## Политическая ситуация
В местном кметстве Бойно, в состав которого входит Стражевци, должность кмета (старосты) исполняет Исмаил Мехмедали Мехмед (Движение за права и свободы (ДПС)) по результатам выборов правления кметства.
Кмет (мэр) общины Кырджали — Хасан Азис (Движение за права и свободы (ДПС)) по результатам выборов в правление общины.